# هاسل سميث
هاسل سميث (بالإنجليزية: Hassel Smith)‏ هو رسام أمريكي، ولد في 24 أبريل 1915 في ستورغيس في الولايات المتحدة، وتوفي في 2 يناير 2007.

## وصلات خارجية
- الموقع الرسمي